# Academy of Music 1974
Academy of Music 1974 es un álbum doble en vivo del grupo de rock progresivo inglés Renaissance, editado en el 2015.
El disco presenta el concierto que el grupo dio el 17 de mayo de 1974 en The Academy of Music, en la ciudad de Nueva York, Estados Unidos; con la "formación clásica" del grupo. Asimismo, como era usual en los conciertos del grupo de aquella época, se hicieron acompañar de una orquesta sinfónica de 24 músicos.

## Lista de canciones
Disco 1
1. "Can You Understand" (11:45)
2. "Black Flame" (7:30)
3. "Carpet Of The Sun" (4:47)
4. "Cold Is Being" (3:35)
5. "Things I Don't Understand" (10:29)
6. "Running Hard" (10:47)
Disco 2
1. "Ashes Are Burning" (21:00)
2. "Mother Russia" (10:33)
3. "Prologue" (7:48)

## Integrantes
- Annie Haslam - voz principal
- Michael Dunford - guitarra acústica, voz
- Terence Sullivan - batería, percusiones, coros
- Jon Camp - bajo, voz
- John Tout - teclados

Músicos invitados:
- Andy Powell (Wishbone Ash)- guitarra en "Ashes Are Burning"
- Howard Stein - piano